# 辛街乡
辛街乡，是中华人民共和国云南省保山市隆阳区下辖的一个乡镇级行政单位。

## 行政区划
辛街乡下辖以下地区：
辛街村、汪宣村、大村、邹里村、杜家村、胡家村、下庄村、阿今村、龙洞村、尖山村、水眼村、邵家山村、马鹿塘村、大官市村和小田坝村。